# Grand Prix-wegrace van Spanje 1952
De Grand Prix-wegrace van Spanje 1952 was de achtste en laatste Grand Prix van het wereldkampioenschap wegrace voor motorfietsen in dit seizoen. De races werden verreden op 5 oktober op het Circuito de Montjuïc, een stratencircuit bij de berg Montjuïc ten zuidwesten van Barcelona. In deze Grand Prix kwamen de 500cc-, 125cc- en de zijspanklasse aan de start. In de 500cc-klasse en in de zijspanklasse werden de wereldtitels tijdens deze Grand Prix beslist.

## Algemeen
Ten opzichte van het jaar ervoor werd een verkorte versie van het circuit van Montjuïc gebruikt, die ongeveer twee kilometer lang was. Dat verklaart het grote aantal deelnemers dat op een of meer ronden achterstand werd gereden.

## 500cc-klasse
Het ging goed met de MV Agusta 500 4C die op aanwijzingen van Les Graham flink was verbeterd. Graham won zijn tweede opeenvolgende Grand Prix, maar het was niet genoeg om Umberto Masetti (Gilera) van de wereldtitel af te houden. Graham werd wel tweede in de eindstand, ten koste van Reg Armstrong, die slechts vijfde in de race werd. AJS had de strijd opgegeven: het vaardigde geen enkele rijder af naar Spanje.
| Pos | Coureur           | Merk      | Tijd       | Punten |
| --- | ----------------- | --------- | ---------- | ------ |
| 1   | Les Graham        | MV Agusta | 2:06"18'28 | 8      |
| 2   | Umberto Masetti   | Gilera    | +26'89     | 6      |
| 3   | Ken Kavanagh      | Norton    | +30'24     | 4      |
| 4   | Nello Pagani      | Gilera    | +1"00'96   | 3      |
| 5   | Reg Armstrong     | Norton    | +1"22'69   | 2      |
| 6   | Syd Lawton        | Norton    | +1"23'04   | 1      |
| 7   | Siegfried Wünsche | DKW       | +1 ronde   |        |
| 8   | Fernando Aranda   | Gilera    | +1 ronde   |        |
| 9   | Ray Amm           | Norton    | +1 ronde   |        |
| 10  | John Grace        | Norton    | +1 ronde   |        |
| 11  | Rudi Knees        | Norton    | +3 ronden  |        |
| 12  | Humphrey Ranson   | Norton    | +3 ronden  |        |
| 13  | Ewald Kluge       | DKW       | +3 ronden  |        |
| 14  | Harry Lindsay     | Triumph   | +4 ronden  |        |
| 15  | Siegfried Vogel   | Norton    | +6 ronden  |        |
| 16  | Libero Liberati   | Gilera    | +14 ronden |        |

| Coureur           | Merk      | Oorzaak |
| ----------------- | --------- | ------- |
| Javier de Ortueta | Norton    |         |
| Carlo Bandirola   | MV Agusta |         |
| Bill Lomas        | MV Agusta |         |
| Georges Burgraff  | Norton    |         |
| Karl Rührschneck  | Norton    |         |
| Auguste Goffin    | Norton    |         |
| Karl Rührschneck  | Norton    |         |
| Jacques Collot    | Norton    |         |
| Alex Mayer        | Norton    |         |
| Robert Matthews   | Norton    |         |
| Giuseppe Colnago  | Gilera    |         |
| Hans Baltisberger | BMW       |         |
| Phil Heath        | Norton    |         |

| Coureur           | Merk            | Oorzaak    |
| ----------------- | --------------- | ---------- |
| Bill Doran        | AJS             | Blessure   |
| Cromie McCandless | Norton / Gilera |            |
| Geoff Duke        | Norton          | Blessure   |
| Jack Brett        | AJS             | Teambeleid |
| John Surtees      | Norton          |            |
| Phil Carter       | Norton          |            |
| Rod Coleman       | AJS             | Teambeleid |

### Top tien eindstand 500cc-klasse
| Pos | Coureur           | Merk            | Ptn |
| --- | ----------------- | --------------- | --- |
| 1   | Umberto Masetti   | Gilera          | 28  |
| 2   | Les Graham        | MV Agusta       | 25  |
| 3   | Reg Armstrong     | Norton          | 22  |
| 4   | Rod Coleman       | AJS             | 15  |
| 5   | Jack Brett        | AJS             | 14  |
| 6   | Ken Kavanagh      | Norton          | 14  |
| 7   | Geoff Duke        | Norton          | 12  |
| 8   | Nello Pagani      | Gilera          | 12  |
| 9   | Cromie McCandless | Norton / Gilera | 12  |
| 10  | Ray Amm           | Norton          | 9   |

## 125cc-klasse
Net als Les Graham in de 500cc-klasse won Emilio Mendogni met zijn Morini zijn tweede opeenvolgende Grand Prix. Hij versloeg Graham met de MV Agusta 125 Bialbero, die ook voor het eerst in het seizoen redelijk presteerde. Cecil Sandford, die al wereldkampioen was, werd met zijn MV Agusta derde. Naast de logisch verklaarbare grote delegatie van het Spaanse Montesa en Ramón Soley met de eveneens Spaanse MV Alpha startten er ook vier Nederlanders met machines van Eysink.
| Pos | Coureur             | Merk      | Tijd       | Punten |
| --- | ------------------- | --------- | ---------- | ------ |
| 1   | Emilio Mendogni     | Morini    | 1:05"12'34 | 8      |
| 2   | Les Graham          | MV Agusta | +17'51     | 6      |
| 3   | Cecil Sandford      | MV Agusta | +2"00'18   | 4      |
| 4   | Romolo Ferri        | Morini    | +2"46'01   | 3      |
| 5   | Hermann Paul Müller | Mondial   | +1 ronde   | 2      |
| 6   | Luigi Zinzani       | Morini    | +1 ronde   | 1      |
| 7   | Dick Renooy         | Eysink    | +2 ronden  |        |
| 8   | José Maria Llobet   | Montesa   | +2 ronden  |        |
| 9   | Ewald Kluge         | DKW       | +3 ronden  |        |
| 10  | Toon van Zutphen    | Eysink    | +3 ronden  |        |
| 11  | Ramón Soley         | MV Alpha  | +4 ronden  |        |
| 12  | Mobi Vierdag        | Eysink    | +4 ronden  |        |
| 13  | Paul Feurstein      | Puch      | +4 ronden  |        |

| Coureur          | Merk      | Oorzaak |
| ---------------- | --------- | ------- |
| Juan Soler Bultó | Montesa   |         |
| Arturo Elizalde  | Montesa   |         |
| Angelo Copeta    | MV Agusta |         |
| Guido Sala       | MV Agusta |         |
| Bill Lomas       | MV Agusta |         |
| Gijs Lagerweij   | Eysink    |         |
| Alex Mayer       | Mondial   |         |
| Carlo Ubbiali    | Mondial   |         |
| E. Gonzales      | Lube      |         |

| Coureur             | Merk      | Oorzaak |
| ------------------- | --------- | ------- |
| Hubert Luttenberger | NSU       |         |
| Werner Haas         | NSU       |         |
| Ashley Len Parry    | Mondial   |         |
| Charlie Salt        | MV Agusta |         |
| Cromie McCandless   | Mondial   |         |
| Frank Burman        | EMC-Puch  |         |
| Lo Simons           | Mondial   |         |

### Top tien eindstand 125cc-klasse
| Pos | Coureur          | Merk      | Ptn     |
| --- | ---------------- | --------- | ------- |
| 1   | Cecil Sandford   | MV Agusta | 28 (32) |
| 2   | Carlo Ubbiali    | Mondial   | 24      |
| 3   | Emilio Mendogni  | Morini    | 16      |
| 4   | Les Graham       | MV Agusta | 10      |
| 5   | Luigi Zinzani    | Morini    | 9       |
| 6   | Werner Haas      | NSU       | 8       |
| 7   | Angelo Copeta    | MV Agusta | 7       |
| 8   | Bill Lomas       | MV Agusta | 6       |
| 9   | Guido Sala       | MV Agusta | 5       |
| 10  | Ashley Len Parry | Mondial   | 4       |
| 10  | Charlie Salt     | MV Agusta | 4       |

## Zijspanklasse
Eindelijk wonnen regerend wereldkampioenen Eric Oliver en Lorenzo Dobelli weer eens een Grand Prix, maar dat deerde hun stalgenoten Cyril Smith/Les Nutt niet, want hun grootste tegenstrevers in het wereldkampioenschap, Albino Milani en Giuseppe Pizzocri, kwamen niet aan de start. Dat gaf ook de kans aan Jacques Drion om met zijn nieuwe en jonge bakkeniste Inge Stoll tweede te worden. Dat was net niet genoeg om de derde plaats in het WK over te nemen van de uitgevallen Ernesto Merlo/Dino Magri.
| Pos | Coureur         | Bakkenist       | Merk   | Tijd       | Punten |
| --- | --------------- | --------------- | ------ | ---------- | ------ |
| 1   | Eric Oliver     | Lorenzo Dobelli | Norton | 1:09"49'13 | 8      |
| 2   | Jacques Drion   | Inge Stoll      | Norton | +2"23'19   | 6      |
| 3   | Cyril Smith     | Les Nutt        | Norton | +1 ronde   | 4      |
| 4   | Otto Schmid     | Otto Kölle      | Norton | +1 ronde   | 3      |
| 5   | René Bétemps    | André Drivet    | Norton | +1 ronde   | 2      |
| 6   | Rudolf Koch     | Adolf Flach     | BMW    | +2 ronden  | 1      |
| 7   | Siegfried Vogel | Onbekend        | Norton | +3 ronden  |        |

| Coureur        | Bakkenist       | Merk          | Oorzaak |
| -------------- | --------------- | ------------- | ------- |
| Marcel Masuy   | Denis Jenkinson | Norton        |         |
| Julien Deronne | Onbekend        | Norton        |         |
| Christian Baix | Onbekend        | Norton        |         |
| Ernesto Merlo  | Dino Magri      | Gilera        |         |
| Luigi Marcelli | Onbekend        | Gilera        |         |
| Giuseppe Carrù | Onbekend        | Carrù-Triumph |         |

| Coureur          | Bakkenist         | Merk   | Oorzaak |
| ---------------- | ----------------- | ------ | ------- |
| Ferdinand Aubert | René Aubert       | Norton |         |
| Wilhelm Noll     | Fritz Cron        | BMW    |         |
| Jean Murit       | André Emo         | Norton |         |
| Len Taylor       | Peter Glover      | Norton |         |
| Albino Milani    | Giuseppe Pizzocri | Gilera |         |

### Top tien eindstand zijspanklasse
| Pos | Coureur          | Bakkenist                       | Merk   | Ptn     |
| --- | ---------------- | ------------------------------- | ------ | ------- |
| 1   | Cyril Smith      | Bob Clements / Les Nutt         | Norton | 24 (28) |
| 2   | Albino Milani    | Giuseppe Pizzocri               | Gilera | 18      |
| 3   | Ernesto Merlo    | Dino Magri                      | Gilera | 17      |
| 4   | Jacques Drion    | Bob Onslow / Inge Stoll         | Norton | 17 (18) |
| 5   | Eric Oliver      | Stanley Price / Lorenzo Dobelli | Norton | 9       |
| 6   | Marcel Masuy     | Denis Jenkinson                 | Norton | 9       |
| 7   | Ferdinand Aubert | René Aubert                     | Norton | 3       |
| 7   | Otto Schmid      | Otto Kölle                      | Norton | 3       |
| 9   | Julien Deronne   | Edouard Texidor / Bruno Leys    | Norton | 2       |
| 9   | René Bétemps     | André Drivet                    | Norton | 2       |

1950 · 1951 · 1952 · 1953 · 1954 · 1955 · 1957 · 1958 · 1959 · 1960 · 1961 · 1962 · 1963 · 1964 · 1965 · 1966 · 1967 · 1968 · 1969 · 1970 · 1971 · 1972 · 1973 · 1974 · 1975 · 1976 · 1977 · 1978 · 1979 · 1980 · 1981 · 1982 · 1983 · 1984 · 1985 · 1986 · 1987 · 1988 · 1989 · 1990 · 1991 · 1992 · 1993 · 1994 · 1995 · 1996 · 1997 · 1998 · 1999 · 2000 · 2001 · 2002 · 2003 · 2004 · 2005 · 2006 · 2007 · 2008 · 2009 · 2010 · 2011 · 2012 · 2013 · 2014 · 2015 · 2016 · 2017 · 2018 · 2019 · 2020 · 2021 · 2022 · 2023 · 2024 · 2025